# 데이나 카비
데이나 카비(Dana Carvey, 1955년 6월 2일 ~ )는 미국의 코미디언이자 배우이다.

## 작품 목록
- 마이펫의 이중생활